# Thomas Marques de Andrade
Thomas Marques de Andrade, né le 13 janvier 2004, est un athlète français spécialiste du 800 mètres.
Arrivé 3e du 800 mètres des Championnats de France d'athlétisme 2023, il remporte la 3e place européenne sur la même distance, chez les moins de 20 ans, à Jérusalem, en Israël.  